# Business to deals
 (février 2012).
Si vous disposez d'ouvrages ou d'articles de référence ou si vous connaissez des sites web de qualité traitant du thème abordé ici, merci de compléter l'article en donnant les références utiles à sa vérifiabilité et en les liant à la section « Notes et références ».
Le terme business to deals ou B2D désigne la propension des consommateurs à faire un choix de produits ou de services en fonction de l'offre promotionnelle associée à un premier achat de produit. L'idée sous-jacente est un détournement des critères de choix objectifs. Ainsi en référence aux segmentations B2B (business to business) et B2C (business to consumer), la notion de business to deals transcende l'approche par audience en montrant que ces dernières réagissent majoritairement à des offres promotionnelles.

## Recherche et consommateurs touchés par ce phénomène
Dans leur étude, Promotion des ventes : effets, stratégies et comportements, Pierre Chandon et Gilles Laurent, ont montré qu'il était relativement difficile de définir un utilisateur type des promotions. Parmi leurs tentatives, Pierre Chandon et Gilles Laurent ont exploré différentes théories.

### Théorie micro-économique classique
La théorie micro-économique traditionnelle postule que le consommateur est rationnel, qu’il utilise toute l’information disponible, que celle-ci est exhaustive et qu’il connaît ses préférences. Dès lors, ce modèle prédit tout simplement que les plus grands utilisateurs de promotions sont les consommateurs qui en retirent les plus grands bénéfices au moindre coût. Cette approche soutient que le seul bénéfice apporté par les promotions est d’ordre financier (baisse du prix unitaire). Elle recense en revanche quatre coûts associés à l’utilisation des promotions : le coût de stockage, de déstockage, de substitution et de transaction. En estimant l’ampleur de ces coûts, il est possible de prédire quelles sont les catégories de produit qui sont les plus adaptées aux promotions. Pour identifier les consommateurs qui ont les coûts d’utilisation des promotions les plus élevés, en revanche, il est préférable et souvent nécessaire, d’utiliser des données sociodémographiques.

### Théorie du risque perçu
La théorie du risque perçu de Bauer apporte une perspective nouvelle. Elle souligne qu’il ne suffit pas d’examiner le montant des coûts induits par l’utilisation des promotions, mais qu’il faut également prendre en compte la probabilité pour le consommateur de faire face à de tels coûts. Ainsi, il faut prendre en compte non seulement le montant de la perte financière qui résulterait de l'absence d'utilisation du produit, mais aussi la capacité qu’a le consommateur à se rendre compte, avant l’achat, que le produit en promotion ne lui convient pas. D’une manière générale, l’aversion au risque est un frein à l’utilisation de promotions nécessitant un changement dans les habitudes d’achat et de consommation. Il existe cependant des cas où les promotions peuvent réduire le risque perçu par les consommateurs en offrant des échantillons ou, tout simplement, en diminuant le montant de la perte financière en cas de mauvais choix. Le risque perçu est très directement lié à la familiarité avec la marque ou avec la catégorie de produit. Plus généralement, il est lié au revenu et au niveau d’éducation.

### Facteurs influençant l'efficacité d'une promotion

#### Prix psychologique
La promotion s'adapte au seuil de tolérance de l'individu ainsi contrairement aux postulats de la théorie économique, le prix n’a pas seulement un caractère objectif. La théorie du niveau d’adaptation soutient que le consommateur compare le prix (ou tout autre attribut) à un niveau de référence qui lui est propre.

#### Les croyances des consommateurs
Le prix n’est pas la seule raison pour laquelle les consommateurs sont sensibles aux promotions. Les réductions de prix promotionnelles ne sont pas neutres. Elles produisent des inférences, c'est-à-dire des attributions qui modèrent les effets purement économiques.

### Utilisation commerciale du concept
La première utilisation et médiatisation du concept de business to deals provient du site de vente en ligne Scales Up, spécialisé dans les transactions professionnelles et les achats groupés mutualisés. En France, le site de vente en ligne de référence pour les événements promotionnels est cependant le site Bordelais Cdiscount.